# تقارن چهره
تقارن چهره یا تقارن صورت (به انگلیسی:Facial symmetry) یکی از معیارهای خاص تقارن بدنی است. این معیار، همراه با ویژگی‌هایی مانند «{در} میانگین» بودن یا به انگلیسی: «averageness» و جوانی، قضاوت در مورد ویژگی‌های زیبایی شناختی جذابیت جسمانی و زیبایی ظاهری را تحت تأثیر قرار می‌دهد. به عنوان مثال، در انتخاب همسر، نشان داده شده‌است که افراد، چهره‌های متقارن‌تر را بیشتر ترجیح می‌دهند.
تقارن دو طرفه صورت معمولاً به عنوان عدم تقارن نوسانی «fluctuating asymmetry» صورت تعریف می‌شود که تفاوت‌های تصادفی در ویژگی‌های صورت دو طرف صورت را مقایسه می‌کند. صورت انسان همچنین دارای عدم تقارن جهت دار و سیستماتیک است؛ یعنی: به‌طور میانگین، صورت (دهان، بینی و چشم‌ها) به‌طور سیستماتیک به سمت چپ و با توجه به محوری (از سمت و طریق گوش) می‌نشیند، که به اصطلاح به آن «aurofacial asymmetry» یا «تقارن گوش-صورت محور» می‌گویند.

## عدم تقارن جهتی «Directional asymmetry»
عدم تقارن جهت دار، عدم تقارن سیستماتیک برخی از قسمت‌های صورت در سراسر جمعیت انسانی است. یک نظریه عدم تقارن جهت در بدن انسان، فرضیه پیچش محوری «axial twist hypothesis» است. همان‌طور که توسط این نظریه پیش‌بینی می‌شود، چشم‌ها، بینی و دهان به‌طور میانگین کمی در سمت چپ محور گوش-صورت قرار دارند. این «تقارن گوش-صورت محور» بزرگسالان جوان بسیار کوچک است (۰٫۵ درجه)، اما در کودکان کوچک بسیار بزرگتر است (۴ درجه).

## عدم تقارن نوسانی «Fluctuating asymmetry»
عدم تقارن نوسانی، تغییر غیرسیستماتیک نقاط برجسته صورت با توجه به خط وسط صورت است، یعنی خط عمود بر خط از طریق چشمان، که از نوک بینی و چانه عبور می‌کند.

طیف گسترده‌ای از روش‌ها برای بررسی این ادعا که تقارن صورت در قضاوت زیبایی نقش دارد، استفاده شده‌است. ترکیب چند صورت «Blending of multiple faces» برای ایجاد یک کامپوزیت (ترکیبی از چند صورت) و «face-half mirroring"از جمله تکنیک‌های مورد استفاده بوده‌است.

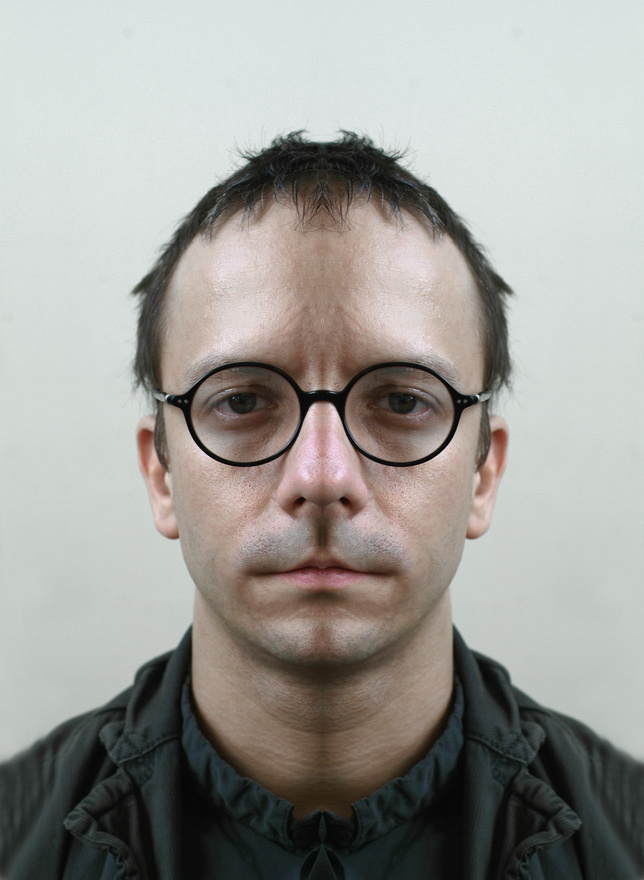
۲ سمت راست
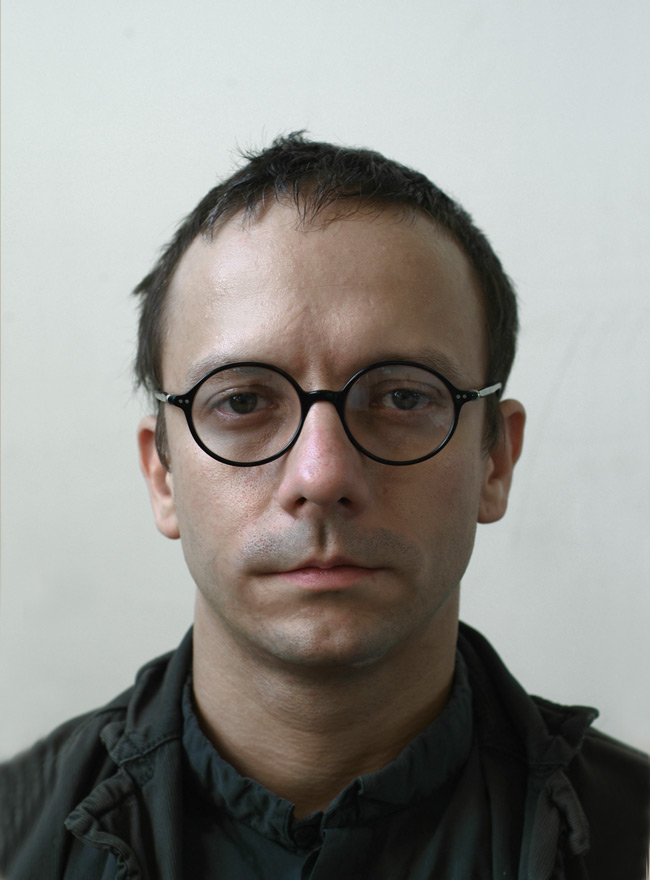
اصلی
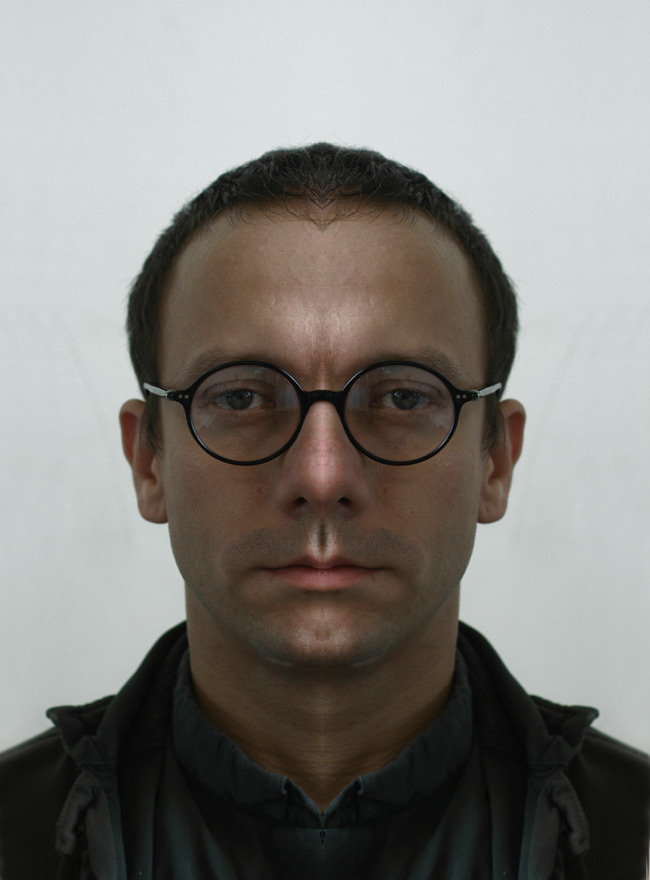
۲ سمت چپ

با این حال، نتیجه‌گیری‌های حاصل از «face mirroring» صورت زیر سؤال رفته‌است، زیرا نشان داده شده‌است که آینه‌کاری نیمه‌صورت‌ها، ویژگی‌های مصنوعی ایجاد می‌کنند. به عنوان مثال، اگر بینی فردی کمی به سمت راست خم شود، آینه کردن سمت راست صورت منجر به بزرگ شدن بینی می‌شود، در حالی که آینه کردن سمت چپ منجر به کوچک شدن بینی غیرطبیعی می‌شود.

### جذابیت
مشخص شده‌است که تقارن صورت باعث افزایش رتبه‌بندی جذابیت در چهره انسان می‌شود. چهره‌های متقارن‌تر هم در مردان و هم در زنان جذاب‌تر به نظر می‌رسند، اگرچه تقارن صورت نقش بیشتری در قضاوت در مورد جذابیت در مورد چهره‌های زنانه دارد.
با اینکه مطالعات با استفاده از چهره‌های ترکیبی «composite faces» این نتیجه را که چهره‌های متقارن تر به عنوان جذاب تر شناخته می‌شوند را نشان می‌دهد، مطالعاتی مخالفی نیز با استفاده از تکنیک آینه‌سازی نیمه صورت نیز بوده‌اند که نشان داده‌اند انسان‌ها عدم تقارن جزئی را ترجیح می‌دهند. همچنین، مطالعات نشان داده‌اند که چهره‌های تقریباً متقارن در مقایسه با چهره‌های نامتقارن بسیار جذاب هستند. به نظر می‌رسد تقارن بینی مهم‌تر از لب‌ها باشد.

### عدم تقارن پویا «Dynamic asymmetries»
عدم تقارن جهتی بسیار آشکار می‌تواند موقتی باشد. به عنوان مثال، در طول سخنرانی، دیده شده که اکثر مردم (۷۶٪) تمایل دارند دامنه حرکتی بیشتری را در سمت راست دهان خود بیان کنند. این تمایل به احتمال زیاد ناشی از نقاط قوت نابرابر اتصالات عصبی طرف مقابل بین نیمکره چپ مغز («linguistic localization») و سمت راست صورت است.

### میانگین بودن صورت در مقابل تقارن صورت
آزمایش‌ها نشان می‌دهند که تقارن و میانگین بودن سهم مستقلی در جذابیت دارند.

### افزایش سن
تقارن صورت نیز نشانگر معتبری برای پیری شناختی است. تغییرات پیشرونده ای که در طول زندگی در بافت‌های نرم صورت رخ می‌دهد باعث عدم تقارن بیشتر صورت در صورت‌های مسن تر می‌شود. بنابراین تغییر شکل متقارن چهره‌های بزرگ‌تر به‌طور کلی جذابیت آن‌ها را افزایش می‌دهد در حالی که تغییر تقارن در بزرگسالان جوان و کودکان جذابیت آن‌ها را کاهش می‌دهد.

## شخصیت و پنج جنبه بزرگ شخصیت
تحقیقات نشان می‌دهد که تقارن چهره با مدل پنج جنبه بزرگ شخصیت در ارتباط است. پنج عامل عبارتند از:
- گشودگی و بازبودن به تجربه (مبتکر/کنجکاو در مقابل ثابت/محتاط)
- وظیفه‌شناسی (کارآمد/مرتب در مقابل آسان‌گیر/بی دقت)
- برون‌گرایی (برون‌گرا /پر انرژی در مقابل منفر بودن/محفوظ و در خود بودن)
- توافق پذیری (دوستانه/ دلسوز در مقابل چالش‌برانگیز / جدا)
- روان رنجوری (حساس/عصبی در مقابل ایمن/با اعتماد به نفس)

یک یافته ثابت این است که تقارن صورت با برونگرایی همبستگی مثبتی دارد، که نشان می‌دهد افرادی که چهره‌های متقارن‌تری دارند نیز برون‌گراتر هستند. چهره‌های متقارن‌تر نیز از نظر روان‌رنجوری پایین‌تر قضاوت می‌شوند، اما از نظر وظیفه‌شناسی و توافق‌پذیری بالاتر ارزیابی می‌شوند (چهره‌های نامتقارن نسبت به حالت عادی کمتر توافق‌پذیر ارزیابی شدند، اما متقارن‌ترها دوباره به‌عنوان تا حدودی کمتر توافق‌پذیر تر از حالت عادی‌تر رتبه‌بندی شدند). چهره‌های متقارن‌تر نیز احتمالاً ویژگی‌های اجتماعی مطلوب‌تری مانند اجتماعی بودن، باهوش‌تر بودن یا سرزنده‌تر بودن دارند.
با این حال، رابطه تقارن چهره و مدل شخصیتی «پنج بزرگ» با توجه به روان رنجوری، بازبودن، توافق‌پذیری و وظیفه‌شناسی تا حدودی نامشخص است. به نظر می‌رسد که گشاده‌رویی و توافق‌پذیر بودن به‌طور قابل توجهی با تقارن چهره ارتباط منفی دارند، در حالی که به نظر نمی‌رسد روان رنجوری و وظیفه‌شناسی با تقارن چهره ارتباطی داشته باشند. با توجه به قابل اعتماد بودن، مشخص شده‌است که عضلات صورت هنگام دروغ گفتن نامتعادل می‌شوند.

## تکامل و گزینش‌جنسی
گزینش‌جنسی یک ساختار نظری در نظریه تکامل است. با توجه به گزینش جنسی، انتخاب همسر می‌تواند تأثیر عمیقی بر ویژگی‌های ترجیحی داشته باشد. انتخاب جنسی تنها می‌تواند بر ویژگی‌هایی که همسران بالقوه می‌توانند درک کنند تأثیر بگذارد، مانند بو، شنواییی (مثلاً آهنگ) و بینایی. چنین ویژگی‌هایی ممکن است شاخص‌های قابل اعتمادی از پارامترهای برازش پنهان مانند سیستم ایمنی خوب یا ثبات رشد باشند.
استدلال شده‌است که چهره‌های متقارن‌تر ترجیح داده می‌شوند زیرا تقارن ممکن است نشانه قابل اعتمادی از چنین پارامترهای برازش پنهان باشد. با این حال ممکن است که تقارن صورت زیاد در یک فرد به دلیل ژنتیک برتر آنها نباشد، بلکه به دلیل عدم قرار گرفتن در معرض عوامل استرس زا در طول رشد باشد.
مشخص شده‌است که چهره‌های متقارن‌تر به‌عنوان سالم‌تر از چهره‌های کمتر متقارن رتبه‌بندی می‌شوند. در واقع، مشخص شد که تقارن صورت به‌طور مثبتی با سلامت درک شده پوست صورت مرتبط است. همچنین، عدم تقارن صورت با پریشانی فیزیولوژیکی، روانی و عاطفی مرتبط بود.
برخی شواهد نشان می‌دهد که ترجیحات چهره در بزرگسالان ممکن است با عفونت‌های دوران کودکی مرتبط باشد.